# 金斗炫
金斗炫（1982年7月14日—），韩国已退役足球运动员，现效力于K联赛球队全北现代代理教练，他曾经是韩国国家队的成员。

## 俱乐部生涯
2001年，金斗炫在水原三星蓝翼开始职业球员生涯，2005年6月转会至城南一和天马。
2007年12月，他前往英冠球队西布罗姆维奇试训，并在2008年1月以租借的形式加盟西布罗姆维奇。他在2007-08赛季英冠联赛最后一轮打进加盟西布罗姆维奇的首个联赛入球，帮助球队2比0击败女王公园巡游者获得联赛冠军。5月28日，金斗炫以55万英镑的身价正式加盟西布罗姆维奇。8月16日，他在西布罗姆维奇0比1输给兵工廠的比赛中第一次亮相英超赛场。
2009年7月27日，經典K聯賽球會水原三星藍翼宣布以36万英镑的價格簽入金斗炫。

## 国家队生涯
2003年4月16日，金斗炫在和日本的友谊赛中第一次代表韩国国家队出场，12月4日，他在2003年东亚足球锦标赛和香港的比赛中打进国家队首球。
2006年金斗炫入选了韩国队征战德国世界杯的23人名单，不过由于位置与朴智星重叠，金斗炫始终没有获得出场机会。
2008年6月14日，金斗炫在與土庫曼斯坦隊的世界盃預選賽中獨進三球，上演帽子戲法。